# Dominic Paul McGuire
Dominic Paul McGuire (* 3. April 1903 in Peterborough, South Australia; † 15. Juli 1978 in Adelaide) war ein australischer Diplomat und Schriftsteller.

## Leben
McGuire absolvierte seine Schulzeit meistenteils am Christian Brothers' College in Adelaide. Anschließend ging er an die Universität seiner Heimatstadt um u. a. Geschichte zu studieren. Später erhielt er dort auch einen kleinen Lehrauftrag.
1927 heiratete McGuire die Naturwissenschaftlerin Frances Margaret Cheadle und ging mit ihr für einige Jahre nach Großbritannien. 1932 kehrte er zusammen mit seiner Ehefrau wieder nach Australien zurück. Er schrieb einige Zeit für den „Melbourne Argus“ und reiste für diese Zeitung einige Male nach Europa, USA und Kanada. Während dieser Reisen entstanden beachtenswerte Interviews u. a. mit Éamon de Valera (Irland), Harry S. Truman (USA) und William Lyon Mackenzie King (Kanada).
Zwischen 1940 und 1944 nahm er am Zweiten Weltkrieg teil und war dort am Schluss „Commander“ in der Royal Australian Navy. 1959 war McGuire bei der Inthronisation von Papst Johannes XXIII. der offizielle Vertreter Australiens. Wenig später schickte ihn Australien als offiziellen Vertreter zur UN-Generalversammlung nach New York.
Zehn Wochen nach seinem 75. Geburtstag starb Dominic Paul McGuire am 15. Juni 1978 in Adelaide und fand dort auch seine letzte Ruhestätte. Erzbischof James William Gleeson las die Messe anlässlich McGuires Beerdigung und nannte ihn „... one of the most outstanding sons of the church and of Australia“.
Seine Witwe Frances M. McGuire schenkte 1978 die maritime Sammlung ihres Ehemanns (Bücher, Landkarten, Bilder) dem Bundesstaat South Australia. Das Geschenk kam als Paul McGuire Maritime Collection an die Staatsbibliothek nach Adelaide und ist heute als Paul McGuire Maritime Library für jedermann zugänglich.

## Ehrungen
- 1951 Commander des Order of the British Empire
- 1967 Verdienstorden der Republik Italien

## Werke
Kriminalromane
- Born to by hanged. 1935.
- Cry aloud for murder. 1937.
- Daylight murder. 1934.
- Death Fugue. 1933.
- Murder by the bow. 1932.
- Murder in haste. 1934.
- Prologue to the gallows. 1936.
- There sits death. 1933.
- Three dead men. 1931.
- Three pence to Marble Arch. 1936.
- The tower mystery. 1932.
- W 1. 1937.
- 7:30 Victoria. 1935.

Sachbücher
- Gerard Manley Hopkins.
- There's freedom for the brave. 1949.
- Westward the course. 1942.
- Australian journey. 1939.
- Three corners of the world. 1949.